# Grzywonóżka syryjska
Grzywonóżka syryjska (Chaetopelma altugkadirorum) – gatunek pająka z infrarzędu ptaszników i rodziny ptasznikowatych. Występuje w Turcji i Syrii.

## Taksonomia
Gatunek ten opisany został po raz pierwszy w 2012 roku przez Richarda C. Gallona, Raya Gabriela i Guya Tansleya. Opisu dokonano na podstawie parki odłowionej w 2009 roku w Yayladaği w tureckiej prowincji Hatay. Epitet gatunkowy nadano na cześć Kadira Buğaça Kunta i Altuğa Kiziltuğa, którzy brali udział w pozyskaniu materiału typowego. Jako bliskiego krewnego tego gatunku wskazuje się grzywonóżkę oliwkową (Ch. olivaceum).

## Morfologia
Sporych rozmiarów przedstawiciel rodzaju. Holotypowy samiec miał ciało długości 31 mm, karapaks długości 13 mm i szerokości 11,4 mm oraz opistosomę (odwłok) długości 13,8 mm i szerokości 9,4 mm. Paratypowa samica miała ciało długości 41 mm, karapaks długości 15,8 mm i szerokości 14,7 mm oraz opistosomę długości 19,1 mm i szerokości 12,8 mm. Karapaks jest różowawobrązowy, wełniście owłosiony u samca i mniej wełniście u samicy. Odnóża, szczękoczułki i nogogłaszczki są szarawobrązowe z jasnym owłosieniem. Opistosoma jest ciemnobrązowa i jasno, długo, wełniście owłosiona. Część głowowa karapaksu jest słabo wyniesiona. Oczy pary przednio-bocznej leżą bardziej z przodu niż pary przednio-środkowej, a oczy pary tylno-bocznej bardziej z tyłu lub na równi z oczami pary tylno-środkowej. Jamki karapaksu są głębokie i poprzeczne. Szczękoczułki pozbawione są rastellum. Warga dolna ma u samca 55, a u samicy 73 kuspule. Szczęki mają u samca około 230, a u samicy około 220 kuspuli. Sternum ma trzy pary owalnych sigilli, z których pierwszej pary są mniejsze i położone przykrawędziowo, a drugiej i trzeciej pary większe i oddalone od krawędzi. Stopy zwieńczone są bezzębnymi pazurkami górnymi i parzystymi przypazurkowymi kępkami włosków. Trichobotria maczugowate ograniczone są na stopach do U-kształtnych rzędów w częściach wierzchołkowych. Nogogłaszczki samca mają bulbus z jajowatym w zarysie, gładkopowierzchniowym tegulum i co najmniej trzykrotnie od niego dłuższym, pozbawionym kilów, półokrągłym w przekroju embolusem. Genitalia samicy cechuje spermateka złożona z dwóch długich, nitkowatych, rozbieżnie zakrzywionych zbiorników o jednopłatowym wierzchołku.

## Ekologia i występowanie
Pająk palearktyczny, zamieszkujący Syrię i turecką prowincję Hatay na wschodzie regionu śródziemnomorskiego. Zamieszkuje rzadkie, nasłonecznione lasy sosnowe. Żyje w sięgających do 50 cm głębokości norach i gęstych oprzędach, skonstruowanych przy butwiejących pniakach sosnowych i pod kamieniami.